# Filmåret 1909

## Årets filmer

### A - G
- Arbetare contra överklassen (A Corner in Wheat)
- Bokhållarens diplomatiska hustru[1]
- De barnlösa (La maison sans enfant)

### H - N
- Inmurad (La Grande Bretèche)
- Kameliadamen  (La Signora delle camelie)
- Lapures själfmord (Les Suicides de Lapurée)
- När Janne ville gifta sig med en dansös

### O - Ö
- Se dig i spegeln
- Skilda tiders danser
- Statyn (L' Oeuvre de Jacques Serval)
- Svanberg i täflan med kapplöpningshästar på Jägersro
- Sven Hedins ankomst till Furusund och Stockholm

## Födda
- 15 januari – Bjarne Andersen, norsk skådespelare, manusförfattare och regissör.
- 22 januari – Ann Sothern, amerikansk skådespelare.
- 6 februari – Per-Erik Lindorm, svensk journalist, manusförfattare och skriftställare.
- 8 februari – Elsie Bodin, svensk sångare och skådespelare.
- 25 mars – Gunnar Sjöberg, svensk skådespelare.
- 28 mars – Miff Görling, svensk filmmusikkompositör, arrangör och musiker.
- 5 april – Albert R. Broccoli, amerikansk filmproducent.
- 17 april – Kid Severin, svensk journalist, författare och manusförfattare.
- 15 maj
  - James Mason, amerikansk skådespelare.
  - Rolf von Nauckhoff, svensk-tysk skådespelare.
- 7 juni – Jessica Tandy, amerikansk skådespelare.
- 10 juni – Märta Dorff, svensk skådespelare.
- 20 juni – Errol Flynn, australisk-amerikansk skådespelare.
- 25 juni – Marguerite Viby, dansk skådespelare.
- 13 juli – Birger Åsander, svensk skådespelare.
- 15 augusti – Åke Uppström, svensk skådespelare.
- 26 augusti – Jim Davis, amerikansk skådespelare.
- 1 september – Aina Rosén, svensk skådespelare.
- 6 september – Oscar Ljung, svensk skådespelare och teaterregissör.
- 7 september – Elia Kazan, amerikansk regissör.
- 18 september – Linda Larsson, svensk författare och manusförfattare.
- 19 september – Carl Reinholdz, svensk skådespelare och sångare.
- 21 september – Berta Hall, svensk skådespelare.
- 22 september – Per G. Holmgren, svensk regissör, manusförfattare, kompositör och sångtextförfattare.
- 3 november – Ulla Castegren, svensk skådespelare och sångare.
- 5 november – Palle Brunius, svensk skådespelare.
- 13 november – Gunnar Björnstrand, svensk skådespelare.
- 16 november – Lauritz Falk, svensk skådespelare, regissör, sångare och konstnär.
- 20 november – Georg Løkkeberg, norsk skådespelare.
- 9 december – Douglas Fairbanks, amerikansk skådespelare.
- 18 december – Peter Höglund, svensk skådespelare.
- 25 december – Harald Molander, svensk regissör och filmproducent.

## Avlidna
- 27 januari – Benoît-Constant Coquelin, fransk skådespelare.

### Webbkällor
- Svensk Filmdatabas – Filmer med premiär 1909

### Fotnoter
1. ↑  IMDB, läst 1 mars 2012